# Afrixalus quadrivittatus
Afrixalus quadrivittatus es una especie de anfibios de la familia Hyperoliidae.
Habita en Burundi, Camerún, República Centroafricana, Chad, República del Congo, República Democrática del Congo, Guinea Ecuatorial, Etiopía, Gabón, Kenia, Nigeria, Ruanda, Sudán, Tanzania, Uganda y, posiblemente Angola, Malaui y Zambia.
Su hábitat natural incluye sabanas secas, sabanas húmedas, zonas secas de arbustos, zonas de arbustos tropicales o subtropicales secos, pantanos, marismas de agua dulce, corrientes intermitentes de agua dulce, jardines rurales, zonas previamente boscosas ahora degradadas, estanques y canales y diques.